# Батаљон
Батаљон (од фр. battalion) представља основну тактичку јединицу копнене војске. Оспособљен је за разноврсна дејства у различитим условима. Састоји се од команде, три до пет чета, јединица за подршку и јединица за позадинско обезбеђење. Батаљон начелно улази у састав пука или бригаде, а може бити и самосталан. Јачина и састав зависе од намене (300 до 1.000 људи). Командант батаљона најчешће је официр у чину потпуковника, а може бити и мајор.
Реч батаљон дошла је у енглески језик у 16. веку из француског језика (француски: bataillon што значи „борбена ескадрила“; италијански: battaglione што значи исто; изведена је од вулгарне латинске речи battalia што значи „битка“ и од латинске речи battuere што значи „тући“ или „ударати“). Прва употреба речи на енглеском била је током 1580-их.

## Опис
Батаљон се састоји од две или више чета с примарним мисијама које су често уобичајеног типа (нпр. пешадија, тенкови или одржавање), иако постоје изузеци као што су комбиновани батаљони у војсци САД. Поред чета примарне мисије, батаљон обично укључује штабно особље и подршку борбених служби које се могу комбиновати у штаб и услужну чету. Батаљон може да садржи и чету за борбену подршку. Са свим овим компонентама, батаљон је најмања војна јединица способна за „ограничена самостална дејства“.
Батаљон мора имати извор снабдевања да би могао да одржи операције дуже од неколико дана. То је зато што се комплет батаљона од муниције, потрошног оружја (нпр. ручне бомбе и бацачи ракета за једнократну употребу), воде, оброка, горива, мазива, резервних делова, батерија и санитетског материјала обично састоји само од онога што војници батаљона и возила батаљона могу носити.
Командантски штаб координира и планира операције. Потчињене чете батаљона и њихови водови зависе од штаба батаљона за командовање, управљање, везе и обавештајне послове, као и од структуре службе и подршке батаљона. Батаљон је обично део пука, групе или бригаде, у зависности од рода службе.

## Типови батаљона
Батаљон између осталог може бити:
- пешадијски, први пут је формиран у Француској 1691. године; начелно се састоји од три до пет пешадијских чета и пратећих јединица снаге 500 до 1000 људи.
- оклопни, први пут је формиран у Уједињеном Краљевству 1916. године; начелно се састоји од три тенковске, једне механизоване чете и других пратећих јединица (27-45 тенкова или оклопних возила другог типа); у неким земљама сличног је састава и намене тенковски батаљон.
- тенковски, тактичка оклопна јединица неких армија чију главну ударну и маневарску снагу чине тенкови; састоји се од 2-3 тенковске чете и других пратећих јединица (18-45 тенкова); може се наћи у саставу оклопне, оклопно-механизоване и механизоване бригаде или пука, оклопне и пешадијске дивизије, али може бити и самосталан.
- моторизовани, први пут се појављује увођењем моторних возила у армије ради бржег превоза људства и материјално-техничких средстава потребних у борби у периоду између Првог и Другог светског рата; масовна моторизација пешадије али и артиљерије настаје током и после Другог светског рата; временом све више се замењују механизованим батаљонима.
- механизовани, први пут формиран у француској, британској и немачкој војсци пред почетак Другог светског рата; начелно се састоји од три механизоване чете и других јединица за подршку; улази у састав оклопних, оклопно-механизованих и механизованих пукова и бригада, а може бити и самосталан унутар састава веће војне формације (рецимо дивизије); у данашње време чини окосницу свих модерних армија света.
- извиђачки, намењен је превасходно за извиђачка али и друга борбена дејства; разноврсне је организацијско-формацијске структуре и наоружања у зависности од врсте борбених дејстава за које је намењен; може бити и оклопно-механизованог састава.
- инжињеријски, први пут је формиран у Француској 1691. године; начелно се састоји од неколико чета и водова различитог састава намењених инжињеријским задацима (постављање и савлађивање минско-експлозивних препрека, рушење, утврђивање, премошћавање река, изградњу и поправку путева, аеродрома и других објеката од важности и сл.).
- батаљон везе, први пут је формиран у Великој Британији 1869. године као телеграфски батаљон; основни задатак му је успостављање и одржавање свих врста веза и све већих капацитета веза између команди и јединица на терену; у оквирима савременог ратовања везе су од непроцењивог значаја за извођење било каквих борбених дејстава са успехом.
- падобрански, први пут је формиран у Совјетском Савезу 1930. године, а посебну пажњу посвећују им све армије света након доказане вредности током и након Другог светског рата; оспособљен је за превожење транспортним ваздухопловом (авионом или хеликоптером), спуштање падобранима и извођење брзих интервенција и изненадних дејстава у непријатељској позадини; у свом саставу има начелно 3-4 падобранске чете укупне јачине од 350 до 850 људи (НАТО).
- батаљон морнаричке пешадије, намењен је за извођење поморскодесантних дејстава и противдесантну одбрану обале и острва; дејствује у уској вези са морнаричким снагама; налази се у саставу флота, амфибијским јединицама или су укрцани на већим ратним бродовима неких морнарица (носачима авиона, носачима хеликоптера, крстарицама, десантним бродовима и сл.); овај тип јединица појављује се у XVI и XVII веку као део бродских посада који ојачан ватреним дејством бродске артиљерије учествује у абордажу и десанту; у Првом светском рату многе земље имају и користе морнаричку пешадију, а њихова вредност посебно је потврђена током Другог светског рата на Пацифику и на европском ратишту као и након њега (Корејски рат, Вијетнамски рат, Фокландски рат, Заливски рат и др.)
- планински, основна тактичка јединица планинске пешадије оспособљене за вршење борбених дејстава на средњем и високопланинском земљишту.
- гранични, Граничне јединице Војске су били једини војни састави који су према посебном закону и прописима, а на основу усвојених међународних правних стандарда, могли у миру, да у граничном појасу користе оружје и, практично, изводе борбена дејства у заустављању и неутралисању оних који илегално прелазе границу или врше нападна (терористичка и друга) дејства.

У артиљеријским јединицама еквивалент за батаљон назива се дивизион.

## НАТО
НАТО дефинише батаљон као „већи од чете, али мањи од пука“, док се „састоји од две или више јединица величине чете, батерије или трупа и штаба“. Стандардни НАТО симбол за батаљон се састоји од пара вертикалних линија постављених изнад урамљене иконе јединице. Земље чланице су одредиле различита имена која ће користити за организације ове величине.
| САД         | Battalion, or squadron                                                |
| Белгија     | Bataillon, or escadrille                                              |
| Британија   | Battalion, regiment, field ambulance, wing, battle group, or commando |
| Бугарска    | Bataliyon (батальон), or diviziyon (дивизион)                         |
| Канада      | Battalion, regiment, or squadron                                      |
| Хрватска    | Bojna or rarely bataljun                                              |
| Чешка       | Prapor, oddíl, or letka                                               |
| Данска      | Bataljon, afdeling, or bataljons kampgruppe                           |
| Француска   | Bataillon, or groupement                                              |
| Немачка     | Bataillon, Abteilung, Bootsgeschwader, Schiff, or Lehrgruppe          |
| Грчка       | Taghma, moira, epilarchia                                             |
| Мађарска    | Zászlóalj, or osztály                                                 |
| Италија     | Battaglione, gruppo, gruppo squadroni, autogruppo, or reparto         |
| Литванија   | Batalionas, or eskadrilė                                              |
| Холандија   | Bataljon, afdeling, groep, colonne, or commando                       |
| Норвешка    | Bataljon, stridsgruppe                                                |
| Пољска      | Batalion, or dywizjon                                                 |
| Португалија | Batalhão, or grupo                                                    |
| Румунија    | Batalion                                                              |
| Шпанија     | Batallón, grupo, or grupo táctico                                     |
| Турска      | Tabur                                                                 |

## Независне операције
Батаљон је најмања војна јединица способна да врши „ограничене независне операције”, што значи да укључује извршну власт, особље (тј. С-1, С-2, итд.) са јединицом за подршку и услуге (нпр. штаб и седиште јединице). Батаљон мора имати извор за поновно снабдевање како би се омогућило одржавање операција током више од неколико дана. То је због тога што се комплементарна батаљонска муниција, потрошно оружје (нпр. ручне бомбе и једнократни ракетни бацачи), вода, оброци, гориво, мазиво, резервни делови, батерије и медицински материјал обично састоје само од онога што војници батаљона и возила батаљона могу да носе.
Поред довољног броја особља и опреме за обављање операција (обично најмање две примарне борбене јединице и једне јединце за подршку), као и ограничених административних и логистичких ресурса, командно особље координира и планира операције. Подређене јединице батаљона и њихови водови зависе од штаба батаљона за команду, контролу, комуникације и обавештајну службу, као и за структуру и подршку батаљона. Батаљон је део пука, бригаде или групе, у зависности од гране службе.

## Хомогеност
Батаљонске јединице су првенствено једне врсте (нпр. пешадијски или тенковски батаљон), иако постоје изузеци, као што су комбиновани армијски батаљони у америчкој војсци. Батаљон обично укључује штаб јединице и неку врсту борбене подршке, комбиноване у јединици за борбену подршку.

## Британска армија
Термин батаљон се користи у Британској армијској пешадији и неким другим јединицама, укључујући Краљевске електричне и машинске инжењере, и обавештајну службу. Он је формално кориштен код Краљевских инжењера (јер су они прешли на пуке), а исто тако је кориштен у бившим Краљевским армијским техничким корпусима и Краљевским пионирским корпусима. Друге јединице обично уместо батаљона користе термин „регимента”.

## Канадска армија
У Канадским оружаним снагама, већина батаљона су резервне јединице са између 100–200 војника, чиме је обухваћена оперативно спремна компонента, која се може распоредити на терену са величином од око пола јединице. Сваких девет редовних пешадијских батаљона има по три или четири пушчане јединице и једну или две јединице за подршку. Канадским батаљонима генерално командују потпуковници, мада мањим резервним батаљонима командују мајори.